# East New Market
Ne pas confondre avec une ville située dans le même État, New Market.
La ville d’East New Market est située dans le comté de Dorchester, dans l’État du Maryland, aux États-Unis. Sa population s’élevait à 400 habitants lors du recensement de 2010, estimée à 375 habitants en 2018.

## Démographie
| Groupe            | East New Market | Maryland | États-Unis |
| ----------------- | --------------- | -------- | ---------- |
| Blancs            | 80,5            | 58,2     | 72,4       |
| Afro-Américains   | 19,5            | 29,4     | 12,6       |
| Autres            | 0               | 12,4     | 15,0       |
| Total             | 100             | 100      | 100        |
|                   |                 |          |            |
| Latino-Américains | 2,0             | 8,1      | 16,7       |

## Source
- (en) Cet article est partiellement ou en totalité issu de l’article de Wikipédia en anglais intitulé « East New Market, Maryland » (voir la liste des auteurs).

1. ↑  (en) « East New Market, MD Population - Census 2010 and 2000 », sur censusviewer.com (consulté le 2 mars 2016).
2. ↑  (en) « Population of Maryland - Census 2010 and 2000 », sur censusviewer.com (consulté le 2 mars 2016).